# Kerstin Ahlberg
Kerstin Elisabeth Ahlberg, född 21 oktober 1947 i Strängnäs, är en svensk journalist.
Hon är dotter till Jan-Erik Ahlberg och Inga-Stina Bergman. Hon var 1970–1976 gift med Carsten Nilsson och gifte sig 1978 med Juhamatti Pelkonen.
Kerstin Ahlberg studerade 1966–1968 vid Stockholms universitet, examinerades 1970 från journalisthögskolan i Stockholm, arbetade 1972–1978 för tidningen Arbetsmiljö och blev 1978 chefredaktör för den då grundade tidskriften Lag & Avtal. Hon har varit ledamot i Journalistförbundets yrkesetiska nämnd. Hon har skrivit flera böcker om arbetsrätt och arbetsmiljölagen.